# NGC 2780
NGC 2780 ist eine Balken-Spiralgalaxie vom Hubble-Typ SB/P im Sternbild Luchs am Nordsternhimmel. Sie ist schätzungsweise 86 Millionen Lichtjahre von der Milchstraße entfernt.
Das Objekt wurde am 10. März 1790 von Wilhelm Herschel entdeckt.